# 輕便鐵路
輕便鐵路、輕便鐵道、小火车或稱小铁路是指比起一般標準鐵路或稱「重鐵」而言，以較低成本和較低規格建造的鐵路。相關鐵路的鐵軌一般較輕，並且會有更斜的坡度和較小的最低曲線半徑以減少土木工程成本。此種模式的鐵路的運作成本也相對較低，但營運速度和運力/運量也會相對受限。

## 台灣
除了一般稱為輕便鐵道、手押軌道或人車軌道等各按台灣私設軌道規則設立，並以臺車、輕便車作工具的運輸系統外，台灣林業鐵路、台灣糖業鐵路、台灣鹽業鐵路、台灣礦業鐵路等產業鐵路在廣義上也算是輕便鐵路的一種。

## 中國大陸
歷史上，中國大陸各地曾經存在過不同的輕便鐵路。以下列舉部分。由於資料散佚而未能盡錄，特別是工商礦業用的私有軌道。部分此類鐵路已被升級成標準規格的鐵路、改造成道路、或已廢棄。
- 潮汕
  - 汕潮電車鐵路[1]、汕樟輕便車路[1]
- 上海
  - 上南鐵路[2]、上川鐵路[2]、吳淞鐵路、吳周鐵路
- 東北
  - 撫順電鐵、雙城馬拉輕便鐵路[3]、齊昂輕便鐵路（日语：斉昂軽便鉄路）[4]、天圖鐵路[5]、天理鐵道（日语：天理鉄道）、甘河轻便铁路[4]、開豐鐵路、開源鐵路、沈丹铁路[6]、溪碱铁路（日语：渓カン鉄路）[7]、葦河森林鐵路[8]、天桥岭森林铁路[9]、龙安森林铁路[9]
- 安徽
  - 長荻輕便鐵路[10]
- 湖北
  - 為修江漢關而臨時建造的輕便鐵路[11]
- 新疆
  - 小黄山铁路
- 山东
  - 博山鐵路[12]
- 陝西
  - 宝双轻便铁路[13]、渭白轻便铁路[14]、虢陇铁路[14]
- 河南
  - 禹郸铁路
- 南京
  - 六合冶山铁矿铁路、江南小野田水泥厂专用铁路（汤山茨山矿——厂区）、中国水泥厂专用铁路（湖山矿-厂区）、云台山硫铁矿厂专用铁路（南京爱情隧道）、